# Чери Вали (Пенсилванија)
Чери Вали (енгл. Cherry Valley) град је у америчкој савезној држави Пенсилванија.

## Демографија
По попису из 2010. године број становника је 66, што је 6 (-8,3%) становника мање него 2000. године.
| Група             | 2000.       | 2010.      |
| Белци             | 72 (100,0%) | 65 (98,5%) |
| Афроамериканци    | 0 (0,0%)    | 1 (1,5%)   |
| Азијати           | 0 (0,0%)    | 0 (0,0%)   |
| Хиспаноамериканци | 0 (0,0%)    | 0 (0,0%)   |
| Укупно            | 72          | 66         |